# Пекаровський Михайло Петрович
Михайло Петрович Пекаровський (нар. 31 березня 1923, Київ — пом. невідомо) — український радянський мистецтвознавець, кандидат мистецтвознавства з 1967 року; член Спілки радянських художників України.

## Біографія
Народився 31 березня 1923 року в місті Києві (нині Україна). Брав участь у німецько-радянській війні. Нагороджений орденами Червоної Зірки (6 листопада 1945), Вітчизняної війни I ступеня (6 квітня 1985). 1962 року закінчив Інститут живопису, скульптури та архітектури імені Іллі Рєпіна у Ленінграді. Навчався у І. Бродського, С. Коровчевич.
Жив у Києві в будинку на вулиці Паризької Комуни, № 5, квартира № 2.

## Наукова діяльність
Працював в галузі історії мистецтва і художньої критики. Серед робіт:
- «Іван Михайлович Селіванов» (Київ, 1964; монографія);
- «Мистецтво, народжене в боях» (Київ, 1966);
- «Образ Матері-Вітчизни в творах художників України» (Київ, 1968);
- «Монументально-декоративне мистецтво. Технічні прийоми й матеріали» (Москва, 1969);

статті
- «Різні світи — різні малюнки» / «Вітчизна», 1966, № 6;
- «Вірність традиціям» / «Декоративное искусство СССР», 1966, № 5.